# بيير بيرنارد
بيير بيرنارد (27 يونيو 1932 في بويسيزون) (بالفرنسية: Pierre Bernard)‏ لاعب كرة قدم فرنسي معتزل كان يجيد اللعب في مركز حارس مرمى .
لعب بيرنارد في أندية بوردو (1952-1957) سيدان (1957-1961) نيم (1961-1963) سانت إتيان (1963-1967) ريد ستار (1967-1969) .
شارك بيرنارد مع منتخب فرنسا في 21 مباراة دولية في الفترة من 1960 إلى 1965. لكنه لم يلعب في :اس أمم أوروبا ولا كأس العالم.

## روابط خارجية
- بيير بيرنارد على موقع قاعدة بيانات كرة القدم.إي يو (الإنجليزية)
- بيير بيرنارد على موقع ناشيونال فوتبول تيمز (الإنجليزية)